# Alfred Sargatal i Plana
Alfred Sargatal i Plana (Els Hostalets d'en Bas, 16 de febrer de 1948 - Barcelona, 7 de novembre de 2014) va ser un professor i traductor català. Va fer de corrector, redactor i traductor en diverses editorials, ha publicat alguns reculls de poesia i ha col·laborat en nombroses revistes com a crític literari.
Sargatal va combinar la docència com a Catedràtic de Llengua i Literatura Catalana a diversos instituts de Barcelona. Enric Gomà resumeix la seva feina de professor així: «va encuriosir moltes generacions d’estudiants per la literatura catalana». El 1985 va ser soci fundador de Columna Edicions. Per la mateixa època va iniciar la direcció de la Col·lecció «L'Arcà», de l'editorial Laertes, de Barcelona. Va ser membre de l'Associació d'Escriptors en Llengua Catalana (AELC) i un dels fundadors de l'Ateneu Barcelonès del qual va ser secretari en diverses ocasions. Un any després del seu traspàs, la seva família va donar tres mil llibres de la seva biblioteca, fonamentalment de literatura catalana, a la biblioteca que portarà el seu nom a l'Espai Veïnal Calàbria66 de Barcelona. Sargatal va destacar sobretot per les traduccions d'obres simbolistes a la llengua catalana, per normalitzar la llengua catalana als instituts mitjançant les seves publicacions i traduccions.

## Les traduccions al català

### Traduccions de poesia
Va traduir poetes rellevants com ara Gérard de Nerval, Pierre Jean Jouve, Albert Cohen, Marguerite Yourcenar, Saint-John Perse, Louis Aragon, Edward E. Cummings, T. S. Eliot o Henry James. Va publicar i editar, el 1976 la traducció de l'obra de Gerard de Nerval, Les Quimeres i altres Poemes, a l'editorial Llibres del Mall, amb pròleg de Carlos Edmundo de Ory. Altres obres de Nerval, com La mà encantada i Aurélia o el somni de la vida van ser publicades respectivament el 1985, a la col·lecció «L'Arcà» (en un primer moment denominada «Els Llibres de Glauco») i a l'editorial Robrenyo, al 1979, amb pròleg de Joan Perucho i, en una segona edició a Laertes, 1985.
El 2019 Pànic Editors va reeditar les seves traduccions de Gérard de Nerval Les Quimeres (1854) i Aurèlia (1855), amb pròleg de Joaquim Sala Sanahuja. El 1982 va seguir l'obra de P.J. Jouve, Suor de sang. El Llibre de la mare d'Albert Cohen, es va publicar al 1983. Pel que fa a la traducció de Yourcenar, va traduir Anna soror en col·laboració amb Alícia Ramon.
Altres poemes treballats per Sargatal van ser: Poemes 1925-1930. Els homes espantall/Dimecres de cendra i Poemes d'Ariel de T.S. Eliot el 2014; Poemes, antología poética d'Edward E. Cummings el 2007; Anàbasi, de Saint-John Perse, el 1984, en edició bilingüe –i cronologia– amb pròleg d'Octavio Paz, i Poemes de Louis Aragon, traduïts amb Carme Arenes i Núria Cabré, el 1989, en l'obra Les avantguardes a Europa i Catalunya.

### Traduccions de prosa
- 1978: La creatividad verbal en los niños, de Rachel Desrosiers, Oikos Tau.
- 1982: Traducció de Max Ernst, Escrituras amb Pere Gimferrer, el 1982, per a l'editorial Polígrafa.
- 1983. Amb E. Alarcos Llorach traducció al castellà, el 1983, de l'obra Estudis de lingüística catalana. Barcelona: Ariel.
- 1984: Luis Racionero, El país que no fue. Cercamon, Grijalbo.
- 1985: Italo Calvino, El castell dels destins encreuats, Col. Els llibres de Glaucos/Laertes.
- 1991: O. Henry, El regal de reis, Editorial Destino.
- 2005: Intercanvi de parelles, de Roal Dahl. Columna edicions.
- 2012: Cartas escogidas de William Faulkner, Alfaguara.
- 2016: Henry James. La Font sagrada. Adesiara. Col·lecció «D'ací d'allà» (póstuma).

## Assaig i obra pròpia

### Llibres
- 1966: Retalls del diari d'un adolescent. Premi J. Casulà.[5]
- 1987: Iniciació al conte literari. Una antologia.[14] El títol va derivar, a partir del 2000, a un altre: La invasió subtil de les aranyes. Trenta cinc contes literaris.[15]
- 1992: Proves objectives de llengua catalana.
- 2002: El treball de recerca en literatura. Com organitzar-lo, com dirigir-lo. Una didàctica de la metodologia de recerca en l'ensenyament secundari.
- 2004: Introducción al cuento literario. Introducción al género, antología y guía didáctica.

### Articles
- 2001: «Diario de 360° o el mestizaje de los géneros»[16]
- 2002: «El treball de recerca en literatura com a pont per saber literatura i com a manera d`ensenyar-ne»[17]
- 2006: «Grandeses i servituds de la traducció (poética). Notes biogràfiques d'un traïdor fracassat»[18]
- 2007: Poemes, d'E. E. Cummings[19]

## Col·laboracions
Llibres de lectures, propostes de treball i col·laboracions a cura de Sargatal, van ser, entre molts d'altres:
- 1978: Poemes objecte, de Joan Brossa.
- 1983: El cosmos de "Antagonía" (Incursiones en la obra de Luis Goytisolo). Obra col·lectiva.
- 1995-2004: Prolífica obra a l'editorial Castellnou, per a llibres de text col·lectius per a l'ESO i batxillerat.
- 2009: La vida i la mort de Jordi Fraginals, de Pous i Pagés. Estudi preliminar, propostes de treball i comentaris de text Editorial Educaula.
- 2011: El metge a garrotades, de Molière. Propostes de treball i comentaris. Edicions 62.